# 笠岡インターチェンジ
笠岡インターチェンジ（かさおかインターチェンジ）は、岡山県笠岡市小平井にある山陽自動車道のインターチェンジである。

## 道路
- E2 山陽自動車道（20番）

## 歴史
インターチェンジが設置されている場所には、鍛治屋遺跡（かんじやいせき）という遺跡があった。各時代の遺物が出土する複合遺跡で岡山県教育委員会が1984年度（昭和59年度）から1986年度（昭和61年度）にかけて調査を行った。

## 接続する道路
- 直接接続
  - 岡山県道34号笠岡井原線
- 間接接続
  - 国道2号
  - 国道313号

## 隣
E2 山陽自動車道
(19)鴨方IC - (20)笠岡IC - 篠坂PA/SIC（SICは事業中） - (21)福山東IC